# Otto Muehl
Otto Muehl (ur. 16 czerwca 1925 w Grodnau, Burgenland w Austrii zm. 26 maja 2013 w Moncarapacho, Olhão, Portugalia) – austriacki artysta, główny uczestnik i założyciel nurtu artystycznego znanego jako akcjonizm wiedeński.

## Życiorys
W 1943 Muehl musiał odbyć służbę w Wermachcie. Przeszedł szkolenie oficerskie, po czym został awansowany na stopień porucznika. W 1944 brał udział w bitwach lądowych podczas ofensywy w Ardenach. Po wojnie studiował nauczanie niemieckiego i historii, jak również nauki o sztuce na Akademii Sztuk Pięknych w Wiedniu.
W 1972 roku założył Friedrichshof Commune, która istniała do lata dziewięćdziesiątych. W 1991 roku Muehl został oskarżony o przestępstwa na tle seksualnym z udziałem nieletnich i skazany na 7 lat więzienia. Wypuszczony na wolność w 1997, po odbyciu sześciu i pół roku kary, założył małą społeczność w Portugalii. Mniej więcej w tym samym czasie opublikował pamiętniki Z więzienia (Aus dem Gefängnis).

## Akcjonizm wiedeński
W latach sześćdziesiątych jego celem było 'przezwyciężenie malarstwa sztalugowego poprzez przedstawienie jego procesu destrukcyjnego'. Tworzył roślinne struktury przy użyciu złomu żelaznego (Gerümpelplastiken), jednak niebawem skłonił się ku Akcjom w sercu happeningów w Nowym Jorku. W 1962, kiedy Muehl miał 37 lat, miała miejsce pierwsza Aktion – Die Blutorgel, która odbyła się w atelier artysty mieszczącym się przy Perinetgasse w Wiedniu. Brali w niej udział sam Muehl, Adolf Frohner i Hermann Nitsch. Po niej w 1963 nastąpiły Fest des psycho-physischen Naturalismus i Versumpfung einer Venus. Od 1964 do 1966 wiele Malaktionen zostało sfilmowanych i sfotografowanych przez Kurta Krena i Ludwiga Hoffenreicha. W 1966 Muehl wraz z Günterem Brusem opracowali nową metodę Akcji: zamiast płótna ciało stało się areną akcji performatywnej. W 1968, Muehl, Brus i Oswald Wiener zorganizowali akcję o nazwie „Kunst und Revolution” na Uniwersytecie Wiedeńskim, co wywołało skandal w prasie; artyści zostali aresztowani (Brus musiał wyjechać do Berlina).
Muehl zmarł w wieku 87 lat w Moncarapacho w Portugalii.